# Groene lavendel
De groene lavendel  (Lavandula viridis) of citroenlavendel is een vast, niet-winterhard struikje dat behoort tot de lipbloemenfamilie (Lamiaceae). De groene lavendel wordt ook wel verhandeld als Lavendula stoechas 'Alba', omdat de plant veel op de Franse lavendel (Lavendula stoechas) lijkt, alleen heeft de groene lavendel crèmekleurige bloemen met groene schutbladen en heeft de Franse lavendel purperachtig blauwe bloemen met purperkleurige schutbladen. De bladeren verspreiden bij kneuzing een citroenachtige geur. Groene lavendel komt van nature voor in Spanje en Portugal.
De plant wordt 45-60 cm hoog. Het lichtgroene, zacht behaarde blad is lijnvormig. 
Groene lavendel bloeit van juli tot oktober met crèmekleurige bloemen die in groene aren staan. De bracteolen, die tussen de bracteeën en de kelk staan, zijn ook groen.
De vrucht is een vierdelige splitvrucht.

## Namen in andere talen
- Duits: Zitroniger Lavendel
- Engels: Green Lavender, Yellow Lavender